# The Proud Family

Logotipo de la serie de televisión animada de Disney, The Proud Family.

The Proud Family (Los Proud en España y La familia Proud en Latinoamérica) es una serie de televisión animada, creada el 15 de septiembre de 2001, y es emitida por Disney Channel. Una nueva serie titulada La familia Proud: Mayor y Mejor se estrenó el 22 de febrero del 2022 y finalizó su primera temporada el 20 de abril del mismo año en la plataforma Disney+, su segunda temporada se estrenó el 8 de febrero del 2023 con todos los capítulos completos y su tercera temporada estará prevista a estrenarse el 6 de agosto del 2025.

## Producción
Fue creada por Bruce W. Smith y producida por Jambalaya Productions. Su episodio piloto original fue estrenado en la cadena Nickelodeon, pero nunca se transmitió públicamente, por lo que al final, fue adquirido por Disney Channel y comenzó a emitirse en septiembre de 2001. Muchos de los episodios posteriores de la serie fueron producidos mediante el programa Adobe Flash. 
La serie es la primera caricatura de los niños de Disney que no se estrenó en la televisión de red/over-the-air, que se había hecho desde 1984, cuando se inició la unidad de animación de televisión. Marcó la primera serie original animada de Disney Channel y, por cierto, la única serie de animación original de Disney Channel no asociada y producida exclusivamente por el brazo de Disney Animation Television.
El tema de la serie fue interpretado por Solange y Destiny's Child.
El 23 de febrero del 2022, se estrenó una nueva serie titulada La familia Proud: Mayor y mejor y fue estrenada en la plataforma de streaming Disney+ y es estrenada cada episodio cada miércoles. También se confirmó una segunda temporada de la serie. En julio del 2025, se confirmó que se estrenaría una tercera temporada, que está prevista a estrenarse el 6 de agosto.

## Trama
Son una familia un poco peculiar. Su protagonista es Penny Proud, la hija mayor. Todos tienen un gran corazón. En los primeros capítulos, Penny aparenta ser una niña caprichosa y con ganas de ser popular, pero a cada episodio que pasa nos damos cuenta de que ella es una chica carismática y muy madura. Oscar es el padre, que quiere lo mejor para sus hijos y para sí mismo. Parece egoísta, pero es muy comprensivo y generoso cuando quiere. Trudy, la madre, es una mujer con grandes recursos; astuta y buena persona, con un gran carácter. La abuela, Suga Mama, se lleva muy mal con su hijo Oscar, aunque, sin embargo, con Bobby, el hermano de éste, se lleva muy bien.
En la serie del 2022, una estrella fugaz hace que caiga a Penny, incluyendo a Dijonay, LaCiénega, Michael y a Zoey y que amanecen con cambios y con nuevos vecinos llamados Maya y su hermano KG, al principio Penny no se llevaban bien, pero después se llevan bien y ahora Penny que intenta con ganas con hacerse popular que ahora por las redes sociales, pero en algunas veces, su padre Oscar se lo impide.

## Personajes

### La familia Proud
- Penny Proud: Hija mayor, y protagonista de la serie. Tiene 14 años y ha evolucionado bastante con su carácter, pero aún se enfada por su padre y por sus conflictos personales. Ella desea y aspira a ser popular.

- Trudy Proud: Madre de la familia. Oscar le tiene miedo cuando se enfada. Trabaja como veterinaria.

- Oscar Proud: Padre de la familia. Es sobreprotector con sus hijos, pero tiene buenas intenciones. Es el propietario de la fábrica "Aperitivos Proud", sin embargo, los cuales no compra casi nadie de lo mal que saben.

- CeCe y BeBe Proud: Dos bebés, hermanos pequeños de Penny. BeBe es el chico, con el pelo a lo afro que le tapa los ojos, siempre lleva un biberón en la boca y viste una camisa amarilla; CeCe es la chica, tiene algo de pelo pelirrojo y viste con una camisa rosa. La familia se refiere a ellas como "las gemelas" (aunque BeBe es un chico), y demuestran en varias ocasiones tener talento para bastantes cosas.

- Suga Mama Proud: La madre de Oscar y la abuela de la familia. Viste con un vestido rosa de persona mayor y lleva una peluca con dos moños blancos. Se lleva fatal con Oscar, al que está constantemente insultando o pegando, aunque muy en el fondo le quiere. Su otro hijo, Bobby, es su favorito. A ella le gusta Papi, el vecino de italiano de en frente, pero él no quiere saber nada de relaciones con Suga Mama. Quiere mucho a su perro, Puff. También a su nieta Penny, que la protege de Oscar de dejarla lo que quiera.

- Puff: Perro de Suga Mama, un caniche blanco muy amante. Por lo general, es tranquilo y amable y se adapta bien a la gente, aunque a veces está algo nervioso y se le suele ver muy asustadizo. El único personaje que le cae mal es Oscar, porque lo compara con una rata y es el único a quien Puff ataca.

- Bobby Proud: Hermano de Oscar y el favorito de su madre. Es cantante y locutor de radio. Muchas veces se queda en casa de Oscar, como se ve, solo para comer.

### Amigos de Penny
- Dijonay Jones: La mejor amiga de Penny. Es muy coqueta, empalangosa, poco responsable y tiene bastante mal genio, pero en el fondo es una buena chica. El rasgo característico de Dijonay es su excesiva manía de encapricharse con cosas, entre las que podríamos encontrar a Sticky, un chico que le gusta y, ella está segura de que él también, aunque es más que obvio que Sticky prefiere pasar de ella. Tiene un talento innato para la poesía y, según el capítulo, canta bien. Aunque es un poco vulgar, Dijonay quiere ser popular.

- Zoey Howzer: Amiga de Penny. Es pelirroja, lleva gafas y aparato dental. Se le suele ver muy nerviosa, y a veces invisible.

- LaCiénega Boulevardez: Rival de Penny, aunque salga con su grupo de amigas. En verdad ambas son amigas, pero los aires de grandeza de LaCiénega ponen de los nervios a Penny. Aunque al principio se llevan mal, al final se hacen amigas.

- Sticky Webb: Amigo de Penny, que huye de Dijonay. Ha intentado, repetidas veces y en distintos episodios, hacer que Dijonay vea que a él no le gusta, pero ha sido en vano.

- Michael Collins: Es amigo de Penny, diseña ropa y hace coreografías.

- Duke Anoi: Un chico Hawaiano y surfista.

- Las Trillizas Chang: Dos hermanas y un chico de una familia china. Siempre sacan aprobados.

- Omar Phillips: Quarterback del equipo de béisbol del colegio. Nunca recuerda el nombre de Penny.

### Otros personajes
- Felix Boulevardez: El vecino de en frente de los Proud y padre de LaCiénaga. Es un gran amigo de Oscar, probablemente el mejor (y único) que tiene. Es el jefe de una compañía de construcción.

- Sunset Boulevardez: Mujer de Felix y madre de LaCiénaga. Trabaja como guarda urbano. Es la mejor amiga de Trudy.

- Papi Boulevardez: El padre de Felix. Solamente habla italiano (en la versión original habla en español). Suga Mama está enamorada de él, pero él no la quiere ni ver. Siempre que suele hablar, frecuentemente insulta a Suga Mama, pero como ella no lo entiende, piensa que la está adulando.

- Las Hermanas Monster: Son las matonas de la escuela. Siempre roban el dinero a los demás. Sus nombres son: Nubia (la líder), Olei (la más grandullona), y Gina (la más pequeña y que siempre muestra su mano a que le den dinero).

- El Brujo Kelly/El Mago Kelly: Un hombre tremendamente rico. Es el archienemigo de Oscar. Es jugador de baloncesto, y también tiene cines, hamburgueserías (el "McBrujo/McMago"), tiendas de todo tipo... y en esos establecimientos se usan los "Brujodólares/Magodólares": una moneda que solo sirve en los recintos que son propiedad suya.

- Peabo: Un pequeño niño de 9 años que suele ayudar a Oscar. Es muy listo, y siempre le aconseja a Oscar que tenga cuidado, pero él nunca le hace caso.

- Mr. Chips: Un mono que trabaja como empleado en la fábrica de Aperitivos Proud. Es el ayudante y gran amigo de Oscar (aunque en ocasiones Oscar le parece un poco cargante).

- El Doctor Payne: El médico de la familia Proud. Siempre atiende a Oscar cuando tiene un accidente, pero en cambio, al tener unos enormes brazos musculosos, le provoca más dolor (razón por la que a Suga Mama le cae bien).

- Myron Lewinski: Es el negado de la escuela. Es el típico "empollón", y como todos los "pardillos" de las series, tiene problemas nasales y necesita un inhalador.

- El Bebé de Nariz Roja: Es un bebé enemigo de Oscar. Puede hablar, y tiene la voz de una persona adulta, pero solamente Oscar sabe que puede hablar, pues ante los demás se comporta como un bebé cualquiera.

- El Mago Kelly Hijo/El Maguito: Es el hijo del Mago Kelly. Es muy popular en el colegio. Una vez estuvo saliendo con LaCiénaga.

- El Señor Webb: Profesor de historia en el colegio. Siempre da consejos a Penny.

- Al Roker: Hombre del tiempo con poderes que le da su canal. Apareció en un par de episodios. Concedió a Penny los deseos de que en el mundo no hubiese adultos y que BeBe y CeCe se hiciesen mayores, aunque ninguno de los dos deseos acabó gustándole.

## Episodios
La Familia Proud visita Hawái en un episodio de Lilo & Stitch: The Series titulado "Spats" en el que permanecen en el Bed & Breakfast de Jumba & Pleakley y Suga Mama inadvertidamente activa un experimento que causa discusiones.
La familia Proud Shorties es un spin-off en línea de la historieta de la familia Proud creada por Bruce W. Smith. Sigue las aventuras de BeBe & CeCe Proud y Puff el perro.   

## Película
- En The Proud Family Movie, la familia Proud viaja hasta una isla en la que vive un científico loco que quiere dominar el mundo.

- Datos: Q1215573